# 양자 중력

cGh 입방체의 묘사

양자 중력(Quantum gravity QG)은 양자역학의 원리에 따라 중력을 설명하고자 하는 이론물리학의 한 분야이다. 양자 중력은 중력이나 양자 효과들을 무시할 수 없는 환경, 즉 블랙홀들이나 중성자별들 및 대폭발(빅뱅) 직후 우주의 초기 단계들과 같이 중력이나 양자 효과들을 모두 무시할 수 없는 환경들을 다룬다.
양자역학과 양자장론의 틀 안에서 자연의 네 가지 기본 상호작용들 중 세 가지, 즉 전자기력, 강력 및 약력이 설명되고 있으며, 중력만이 유일하게 충분히 수용되지 않은 상호작용으로 남아있다. 현재 중력에 대한 이해는 알베르트 아인슈타인의 일반 상대성이론에 기반을 두고 있으며, 이것은 특수 상대성이론을 통합하고 시간과 공간과 같은 개념에 대한 이해를 깊게 수정했다. 일반 상대성이론은 우아함과 정확성으로 높은 평가를 받고 있지만, 블랙홀들 내부의 중력 특이점들, 암흑 물질에 대한 임시 가정 그리고 암흑 에너지와 우주 상수와의 관계는 현재 중력에 관한 미해결 미스터리들 중 하나이다; 이 모든 것들은 다른 규모들에서 일반 상대성이론의 붕괴를 예고하고 또한 양자 영역으로 들어가는 중력 이론의 필요성을 강조하고 있다. 블랙홀의 중심 근처와 같이 플랑크 길이에 가까운 거리들에서는 시공간의 양자 요동들이 중요한 역할을 할 것으로 예상된다. 은하계 및 우주론적 규모들에서 일반 상대성이론의 붕괴도 또한 더 탄탄한 이론의 필요성을 지적한다. 마지막으로 진공 에너지(Vacuum energy)에 대한 예측 값과 관측 값 사이의 불일치들(이것은, 고려 사항에 따라, 60 또는 120 자릿수의 차이가 날 수 있다)는 양자 중력 이론의 필요성을 강조한다.
양자 중력 분야는 활발히 발전하고 있으며, 또한 이론가들은 양자 중력 문제에 대한 다양한 접근법들을 모색하고 있으며, 가장 인기 있는 것은 M이론과 루프 양자중력이다. 이러한 모든 접근법들은 중력장의 양자 거동을 설명하는 것을 목표로 하며, 이것들은 단일 수학적 프레임워크속으로 모든 기본 상호작용을 통합하는 것을 반드시 포함하지는 않는다. 그렇지만, 끈 이론과 같은 양자 중력에 대한 많은 접근 방식들은 모든 근본적인 힘을 설명하는 한 프레임워크를 개발하려고 시도한다. 이러한 이론은 종종 모든 것의 이론이라고 불린다. 루프 양자중력과 같은 일부 접근 방식은 이러한 시도를 하지 않는다; 대신에 중력장을 다른 힘과 분리된 상태로 양자화하려는 노력을 기울인다. 잘 알려지지 않았지만 그다지 중요하지 않은 다른 이론으로는 인과 동적 삼각화(causal dynamical triangulation), 비가환 기하학 및 트위스터 이론 등이 있다.
양자 중력 이론을 공식화할 때 어려운 점들 중 하나는 양자 중력 효과의 직접 관찰이 현재의 고에너지 입자 가속기보다 훨씬 작은 규모인 약 10<suo>-35미터의 플랑크 규모에 가까운 길이 척도에서만 나타나는 것으로 생각되기 때문에 훨씬 더 높은 에너지로만 접근이 가능하다는 것이다. 따라서 물리학자들은 제안된 경쟁 이론들을 구분할 수 있는 실험 데이터가 부족하다.
양자 중력 이론들을 위한 한 테스트 도구로서 사고 실험 접근법이 제안되었다. 양자 중력 분야에는 몇 가지 미해결 질문이 있는데, 예를 들어 기본 입자의 스핀이 어떻게 중력을 명시하는지 알려지지 않았으며 또한 사고 실험은 실험실 실험이나 물리적 관찰이 없는 경우에도 이러한 질문들에 대한 가능한 해결책을 탐색 할 수 있는 어떤 경로를 제공할 수 있다.
21세기 초, 양자 중력을 테스트하는 간접적인 접근 방식이 향후 수십 년 동안 실현 가능할 수 있음을 시사하는 새로운 실험 설계와 기술이 등장했다. 이 연구 분야는 현상학적 양자중력(phenomenological quantum gravity)이라고 불린다.

## 개요

물리학 이론들의 계층 구조에서 양자 중력의 위치를 보여주는 다이어그램

모든 에너지 규모들에서 이러한 이론을 맞추는 데 있어 많은 어려움은 우주가 어떻게 작동하는지에 대한 각 이론의 다양한 가정들에서 비롯된다. 일반 상대성이론은 중력을 시공간 곡률로 모델링한다; 존 아치볼드 휠러의 슬로건에서 "시공간은 물질이 움직이는 방법을 알려주고, 물질은 시공간이 휘어지는 방법을 알려준다." 반면에, 양자장론은 전형적으로 특수 상대성이론에서 사용되는 평평한 시공간에서 공식화된다. 어떤 이론도 양자역학으로 모델링된 물질의 동역학이 시공간 곡률에 영향을 미치는 일반적인 상황을 기술하는 데 성공적으로 아직 입증되지 않았다. 만일 중력을 단순히 또 다른 양자장으로 취급하려고 시도하면, 그 결과 이론은 재규격화가 가능하지 않다. 시공간 곡률이 선험적으로 고정되어 있는 더 단순한 경우에서 조차도, 양자장론을 개발하는 것은 수학적으로 도전적이며, 또한 물리학자들이 평평한 시공간에서 양자장론에 사용하는 많은 아이디어들은 더 이상 적용되지 않는다.
양자 중력 이론을 통해 블랙홀들의 거동과 우주의 기원과 같이 매우 높은 에너지와 매우 작은 차원의 공간 문제를 이해할 수 있을 것으로 널리 기대되고 있다.

## 양자역학과 일반 상대성이론

### 중력자
중력을 제외한 모든 기본 상호작용에는 하나 이상의 알려진 매개 입자들이 있다는 관찰로 인해 연구자들은 중력을 위해 적어도 하나는 존재해야 한다고 믿게 되었다. 이 가상의 입자를 중력자라고 한다. 이 입자는 전자기력의 광자와 유사한 힘 입자 역할을 한다. 가벼운 가정 하에서는, 일반 상대성이론의 구조는 상호작용하는 이론적 스핀 2인 질량이 없는 입자들에 대한 양자역학적 설명을 따르기를 요구한다. 1970년대 이후 물리학의 대통일 이론의 많은 받아들여진 개념들은 중력자의 존재를 가정하고 어느 정도 의존하고 있다. 그만큼 와인버그-위튼 정리는 중력자는 한 복합 입자이다(the graviton is a composite particle)라는 이론에 몇 가지 제약을 가한다. 중력자는 중력에 대한 양자역학적 설명에서 중요한 이론적 단계이지만, 일반적으로 너무 약하게 상호 작용하기 때문에 감지할 수 없는 것으로 여겨진다.

### 중력의 재규격화 불능성
일반 상대성이론은 전자기학과 마찬가지로 고전적 장 이론이다. 전자기학과 마찬가지로 중력도 그에 상응하는 양자장론을 가지고 있을 것이라고 예상할 수 있다.
그렇지만, 중력은 섭동적으로 재규격화 불가능하다. 양자장론이 이 주제에 대한 이해에 따라 잘 정의되려면 점근적으로 자유롭거나 혹은 점근적으로 안전(asymptotic safety)해야 한다. 이론은 원칙적으로 실험에 의해 설정될 수 있는 유한하게 많은 매개변수의 선택으로 특징지어져야 한다. 예를 들어 양자 전기역학에서 이러한 매개변수는 한 특정 에너지 눈금에서 측정된 전자의 전하와 질량이다.
반면에, 중력을 양자화할 때, 섭동 이론에서는 이론을 정의하는 데 필요한 독립 매개변수(반대항 계수)들이 무한히 많이 존재한다. 이러한 매개변수의 선택에 따라 이론을 이해할 수 있지만 모든 매개변수의 값을 고정하기 위해 무한한 실험을 수행하는 것은 불가능하기 때문에 섭동 이론에서는 의미 있는 물리 이론이 없다는 주장이 제기되었다. 낮은 에너지에서 재규격화군의 논리는 이러한 무한히 많은 매개변수의 미지의 선택에도 불구하고 양자 중력이 일반적인 아인슈타인 일반 상대성이론으로 환원될 것이라고 말한다. 반면에 양자 효과가 발생하는 매우 높은 에너지를 조사할 수 있다면, 무한히 많은 미지의 매개변수 하나하나가 중요해지기 시작할 것이고, 우리는 전혀 예측할 수 없게 될 것이다.
올바른 양자 중력의 이론에서는, 무한히 많은 미지의 매개변수들이 측정할 수 있는 유한한 수로 줄어들 것이라고 생각할 수 있다. 한 가지 가능성은 정상 섭동 이론이 이론의 재규격화 가능성에 대한 신뢰할 수 있는 가이드가 아니며, 또한 중력에 대한 자외선 고정점(ultraviolet fixed point)이 실제로 존재한다는 것이다. 이는 비섭동(non-perturbative) 양자장론의 문제이므로, 점근적 안전(asymptotic safety) 프로그램에서 추구되는 어떤 신뢰할 수 있는 답을 찾는 것이 어렵다. 또 다른 가능성은 매개변수를 제한하고 유한 집합으로 축소하는 새로운 미지의 대칭 원리가 있을 수 있다는 것이다. 이것은 끈 이론이 취하는 경로이며, 여기서 끈의 모든 들뜸들이 본질적으로 새로운 대칭들로 나타난다.

### 유효 장론으로서의 양자 중력
어떤 유효 장론에서 재규격화 불능 이론의 무한한 매개 변수 세트 중 처음 몇 개를 제외한 모든 매개 변수들은 거대한 에너지 눈금들에 의해 억제되므로, 따라서 저에너지 효과를 계산할 때 무시할 수 있다. 그러므로, 적어도 저에너지 영역에서 그 모형은 예측 가능한 양자장론이다. 또한 많은 이론가들은 표준 모형이 큰 에너지 규모에 의해 억제되고 결과적으로 그 효과가 실험적으로 관찰되지 않은 "재규격화 불능" 상호작용들이 있는 유효 장론 자체로 간주되어야 한다고 주장한다. 바르빈스키Barvinsky와 빌코비스키Vilkovisky가 개척한 연구는 곡률에서 2차까지의 한 출발점으로 국소적 및 비국소적 항으로 구성된 다음 작용을 제안한다:
{\displaystyle {\begin{aligned}\Gamma &=\int d^{4}x\,{\sqrt {-g}}\,{\bigg (}{\frac {R}{16\pi G}}+c_{1}(\mu )R^{2}+c_{2}(\mu )R_{\mu \nu }R^{\mu \nu }+c_{3}(\mu )R_{\mu \nu \rho \sigma }R^{\mu \nu \rho \sigma }{\bigg )}\\&-\int d^{4}x{\sqrt {-g}}{\bigg [}\alpha R\ln \left({\frac {\Box }{\mu ^{2}}}\right)R+\beta R_{\mu \nu }\ln \left({\frac {\Box }{\mu ^{2}}}\right)R^{\mu \nu }+\gamma R_{\mu \nu \rho \sigma }\ln \left({\frac {\Box }{\mu ^{2}}}\right)R^{\mu \nu \rho \sigma }{\bigg ]},\end{aligned}}}
여기서 {\displaystyle \mu }는 에너지 눈금이다. 계수의 정확한 값 {\displaystyle c_{1},c_{2},c_{3}}들은 양자 중력의 자외선 이론의 특성에 따라 달라지므로 알 수 없다.  {\displaystyle \ln \left(\Box /\mu ^{2}\right)}은 적분 표현을 가진 한 연산자이며
{\displaystyle \ln \left({\frac {\Box }{\mu ^{2}}}\right)=\int _{0}^{+\infty }ds\,\left({\frac {1}{\mu ^{2}+s}}-{\frac {1}{\Box +s}}\right).}
일반 상대성이론을 유효 장론으로 취급함으로써 적어도 저에너지 현상에 대해서는 양자 중력에 대한 정당한 예측을 할 수 있다. 일례로 두 질량 사이의 고전적 뉴턴 중력 퍼텐셜에 대한 미세한 1차 양자역학적 보정은 잘 알려진 계산이다. 뿐만 아니라, 블랙홀의 고전 열역학적 특성, 가장 중요하게는 엔트로피에 대한 양자 중력 보정을 계산할 수 있다. 슈바르츠실트 블랙홀의 엔트로피에 대한 양자 중력 보정을 엄격하게 도출한 것은 칼멧Calmet과 카이퍼스Kuipers에 의해서였다. 대전된 (라이스너–노르드스트룀) 블랙홀에 대한 일반화는 이후 캄포스 델가도Campos Delgado에 의해 수행되었다.

### 시공간 배경 의존성
일반 상대성이론의 기본 교훈은 뉴턴 역학과 특수 상대성이론에서 발견되는 고정된 시공간 배경이 없으며, 시공간 기하학이 동적이라는 것이다. 원칙적으로 이해하기는 간단하지만, 일반 상대성이론에 대해 이해하기에는 복잡한 개념이며, 그리고 그 결과는 심오하며 또한 고전적인 수준에서는 충분히 탐구되지 않는다. 일반 상대성이론은 어느 정도까지는 관계 이론(relational theory)로 볼 수 있는데,  여기서 유일한 물리적 관련 정보는 시공간에서 서로 다른 사건들 간의 관계이다.
반면에 양자역학은 처음부터 고정된 배경(비동적) 구조에 의존해 왔다. 양자역학의 경우 뉴턴의 고전역학에서와 마찬가지로 주어진 것은 시간이며 동적이지 않다. 상대론적 양자장론에서는 고전장 이론과 마찬가지로 민코프스키 시공간이 이론의 고정된 배경이다.

#### 끈 이론

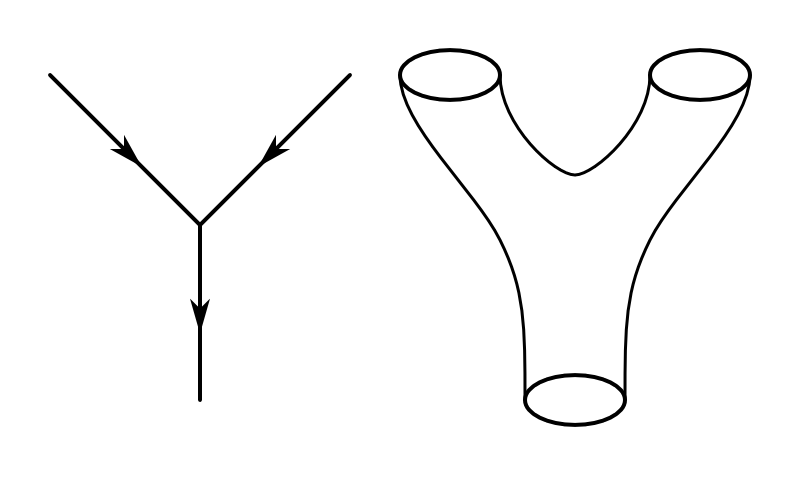
아원자 세계에서의 상호작용: 표준 모형에서 점과 같은 입자들의 세계선 또는 끈 이론에서 닫힌 끈들에 의해 휩쓸리는 세계면

끈 이론은 점 입자 대신 끈과 같은 물체가 고정된 시공간 배경에서 전파하지만, 닫힌 끈들 사이의 상호작용이 동적인 방식으로 시공간을 발생시킨다는 양자장론의 일반화라고 볼 수 있다.
끈 이론은 양자 중력이 아닌 쿼크 가둠 연구에서 시작되었지만, 곧 끈 스펙트럼에 중력자가 포함되어 있으며 끈의 특정 진동 모드의 "응축"은 원래 배경의 변형과 동일하다는 것이 곧 발견되었다. 이런 의미에서, 끈 섭동 이론은 배경 독립(background independence)의 약한 형태인 (예를 들면, AdS/CFT 대응에서 볼 수 있듯이) 점근적 분석에 강한 의존성을 나타낼 수 있는 한 섭동 이론에 기대할 수 있는 특징을 정확히 보여준다..

#### 배경 독립적 이론
루프 양자중력은 배경 독립(background independence)적인 양자역학을 공식화하려는 노력의 결실이다.
위상 양자장론은 배경 독립적 양자역학의 한 예를 제공했지만, 국소적 자유도가 없고, 또한 대역적으로 유한하게 많은 자유도만 존재했다. 이는 일반 상대성이론에 따라 국소적 자유도가 있는 3+1 차원의 중력을 설명하기에 부적절하다. 그러나 2+1 차원에서 중력은 위상 장론이며, 스핀 네트워크를 비롯한 여러가지 방법으로 성공적으로 정량화되었다.

### 준고전적 양자 중력
곡선(비-민코프스키) 배경에 대한 양자장론은 완전한 양자 중력 이론은 아니지만 많은 유망한 초기 결과들을 보여주었다. 20세기 초에 (물리학자들이 고전적 전자기장에서 양자역학을 고려했던) 양자 전기역학의 발전과 유사하게, 곡면 배경에서 양자장론의 고려가 블랙홀 복사와 같은 예측을 이끌어 낼 수 있었다.
입자가 특정 가속 프레임에는 존재하지만 정지된 프레임에는 존재하지 않는 언루 효과와 같은 현상들은 곡면 배경에서 고려할 때는 아무런 어려움이 없다 (언루 효과는 평평한 민코프스키 배경에서조차 발생한다). 진공 상태는 에너지가 가장 적은 상태이다(또한 입자들을 포함할 수도 있고 또는 포함하지 않을 수도 있다).

### 시간의 문제
양자역학과 일반 상대성이론을 결합하는 데 있어 개념적 어려움은 이 두 프레임워크 내에서 시간의 대조적인 역할에서 발생한다. 양자 이론에서 시간은 상태가 진화하는 독립적인 배경으로 작용하며 해밀턴 연산자는 시간을 통해 양자 상태의 무한소 이행의 생성자(generator of infinitesimal translations)로서의 역할을 한다. 대조적으로 일반 상대성이론은 시간을 동적 변수로 취급하고 물질과 직접적으로 연관시키며 더 나아가 해밀턴 제약이 사라지기를 요구한다. 이러한 시간의 가변성은 거시적으로 관찰되었기 때문에, 그것은, 거시적 수준에서는, 양자 이론의 시간 개념과 유사한 고정된 시간 개념을 사용할 모든 가능성을 제거한다.

## 후보 이론
제안된 양자 중력 이론들이 많이 있다. 현재에는, 완전하고 일관된 양자 중력 이론은 아직 없으며 후보 모형은 여전히 주요 형식 및 개념적 문제들을 극복해야 한다. 또한 양자 중력 예측을 실험적인 테스트할 방법이, 아직은, 없다는 공통적인 문제에 직면해 있지만, 향후 우주 관측 및 입자 물리학 실험들의 데이터가 확보되면 상황이 달라질 것이라는 희망이 있다.

### 끈 이론

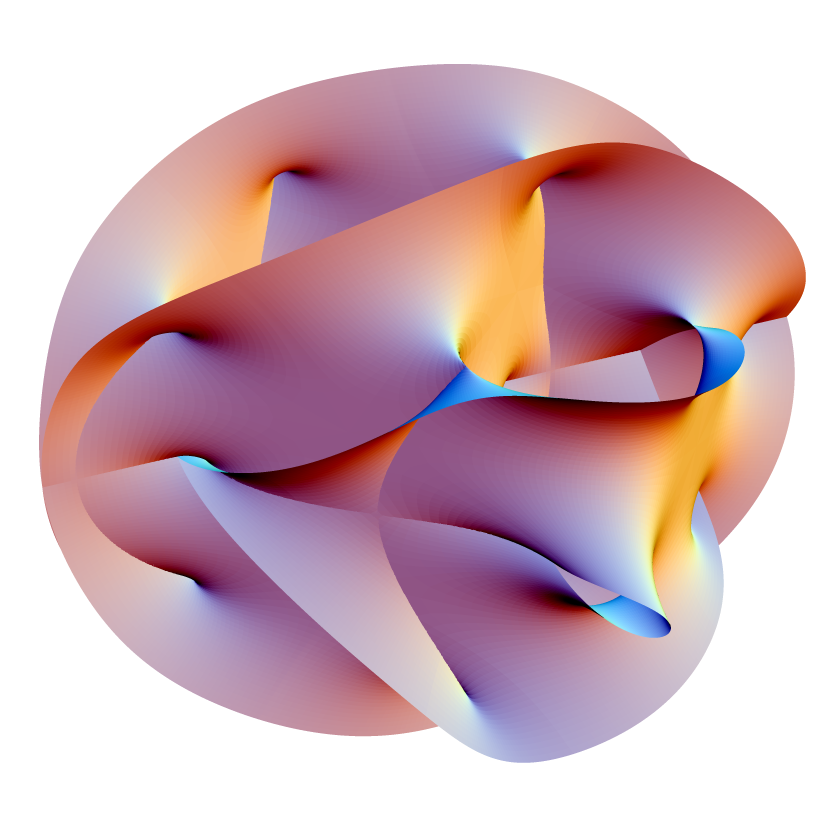
칼라비-야우 다양체의 투영, 끈 이론에 의해 제기된 여분의 차원들을 축소화하는 방법 중 하나

끈 이론의 핵심 아이디어는 양자장론에서 점 입자들의 고전적인 개념을 1차원 확장된 물체들의 양자 이론인 끈 이론으로 대체하는 것이다. 현재 실험에서 도달한 에너지에서, 이러한 끈들은 점과 같은 입자와 구별할 수 없지만, 결정적으로, 하나의 동일한 유형의 기본 끈의 다른 진동 모드(mode)들은 다른 (전기적 및 기타) 전하들을 가진 입자로 나타난다. 이러한 방식으로, 끈 이론은 모든 입자들과 상호작용들에 대한 통합된 설명이 될 수 있다. 이 이론은 하나의 모드가 항상 중력의 매개 입자인 한 중력자에 대응한다는 점에서 성공적이지만, 그러나, 이 성공의 대가는 보통인 공간 3차원과 시간 1차원 외에 추가의 공간의 여섯 여분 차원들과 같은 특이한 특징이다.
두 번째 초끈 혁명이라고 불리는 것에서, 끈 이론과 일반 상대성이론과 초중력으로 알려진 초대칭성의 어떤 통일 양자 중력의 독특하게 정의되고 또한 일관된 이론을 구성하는, M 이론으로 알려진 한 가설적 11차원 모형의 일부를 형성한다. 그렇지만, 현재 이해되는 것처럼 끈 이론은, 소위 "끈 풍경"을 구성하는 매우 많은 수(일부 추정치에 따르면 10500)의 일관된 진공들을 인정한다. 이 대규모 해들의 일족을 분류하는 것은 여전히 한 주요한 도전으로 남아 있다.

### 루프 양자중력

루프 양자중력에 사용되는 유형의 간단한 스핀 네트워크

루프 양자중력은 시공간이 한 동적 장이며 또한 따라서 한 양자 대상이라는 일반 상대성이론의 통찰을 진지하게 고려한다. 두 번째 아이디어는 다른 장론(예를들어, 전자기장의 광자들)의 입자 같은 거동을 결정하는 양자 불연속성이 공간의 구조에도 역시 영향을 미친다는 것이다.
루프 양자중력의 주요 결과는 플랑크 길이에서 공간의 한 알갱이 모양 구조를 도출하는 것이다. 이는 다음과 같은 고려 사항에서 파생된다: 전자기학의 경우에는, 장의 각 주파수의 에너지를 나타내는 양자 연산자(quantum operator)는 한 이산 스펙트럼을 갖는다. 따라서 각 주파수의 에너지는 양자화되고, 또한 양자들은 광자들이다. 중력의 경우에는, 각 표면 또는 공간 영역의 면적과 부피를 나타내는 연산자들 역시 마찬가지로 이산 스펙트럼들을 갖는다. 따라서 공간의 모든 부분의 면적과 부피도 양자화되며, 여기서 그 양자들은 공간의 기본 양자들이다. 따라서 시공간은 플랑크 규모에서 기본 양자 세분 구조를 가지며, 이는 양자장론의 초자외선 무한성을 차단한다.
시공간의 양자 상태는 스핀 네트워크라는 수학적 구조를 통해 이론에서 설명된다. 스핀 네트워크는 로저 펜로즈에 의해 처음으로 추상적인 형태로 소개되었으며, 이후 카를로 로벨리와 리 스몰린이 일반 상대성이론의 비섭동 양자화로부터 자연적으로 도출한 것으로 나타났다. 스핀 네트워크들은 시공간에서 장의 양자 상태를 나타내는 것이 아니다: 그것들은 시공간의 양자 상태들을 직접적으로 나타낸다.
그 이론은 전기장과 자기장의 수학적 유사체들을 사용하여 기하학적 중력을 나타내는 아쉬테카르 변수로 알려진 일반 상대성이론의 재공식화를 기반으로 한다. 양자 이론에서, 공간은 스핀 네트워크라는 한 네트워크 구조로 표현되며, 이것은 시간이 지나면서 이산적 단계들로 진화한다.
그 이론의 동역학은 오늘날 여러 버전들로 구성된다. 한 버전은 일반 상대성이론의 정규 양자화{canonical quantization}에서 시작된다. 슈뢰딩거 방정식의 유사체는 그 이론 내에서 정의할 수 있는 한 휠러-디윗 방정식이다. 그 이론의 공변량, 또는 스핀 거품 공식에서 양자 동역학은 한 스핀 거품이라고하는 시공간의 이산 버전들에 대한 한 합산을 통해 얻어진다. 이것들은 스핀 네트워크들의 역사들읗 나타낸다.

### 다른 이론들
양자 중력에 대한 다른 접근 방식들이 많이 있다. 그 이론들은 일반 상대성이론과 양자 이론의 어떤 특징을 그대로 받아들이고 또한 어떤 특징들이 수정되는지에 따라 다르다. 예들은 다음과 같다:
- 양자 중력에서의 점근적 안전성(asymptotic safety in quantum gravity)
- 유클리드 양자 중력{Euclidean quantum gravity}
- 가상 블랙홀 방법[61][62]
- 인과 동적 삼각화(causal dynamical triangulation)[63]
- 인과 페르미온 시스템(causal fermion systems)
- 인과 집합 이론
- 공변량 파인만 경로적분 접근법
- 딜라톤 양자 중력(Dilatonic quantum gravity)
- 이중 복사 이론(Double copy theory)
- 군 장론(group field theory)
- 휠러-디윗 방정식
- 기하동역학
- 호자바-리프시츠 중력(Hořava–Lifshitz gravity)
- 맥도웰-만수리 작용(MacDowell–Mansouri action)
- 비가환 기하학(Noncommutative geometry)
- 양자 우주론(quantum cosmology)의 경로 적분 기반 모형[64]
- 레제 미적분(Regge calculus}
- 형상 역학(Shape Dynamics)
- 스트링넷(String-net)과 양자 그래피티(quantum graphity)
- 초중력
- 트위스터 이론[65]
- 정규 양자 중력(canonical quantum gravity)

## 실험적 테스트
위에서 강조했듯이 양자 중력 효과는 매우 약하기 때문에 테스트하기가 어렵다. 이러한 이유로 1990년대 후반 이전에는 양자 중력을 실험적으로 테스트할 수 있는 가능성에 대해 큰 관심을 받지 못했다. 그러나 지난 10년 동안 물리학자들은 양자 중력 효과에 대한 증거가 이론의 발전을 이끌 수 있다는 사실을 깨달았다. 이론적 발전이 더디게 진행되면서 실험 가능성을 연구하는 현상학적 양자 중력 분야가 주목을 받게 되었다.
양자 중력 현상학에서 가장 널리 추구되는 가능성으로는 중력적으로 매개된 얽힘, 로렌츠 불변성의 위반들, 우주 마이크로파 배경에서 양자 중력 효과의 각인 (특히 그 편광) 및 시공간 거품(space-time foam)에서요동들에 의해 유도된 결어긋남이 있다. 후자의 시나리오는 감마선 폭발과 천체물리학적 및 대기적 둘 다의 중성미자들에서 나오는 빛에서 검색되었으며, 이것은 현상학적 양자 중력 매개변수들에 제한을 준다.
유럽 우주국의 INTEGRAL 위성은 다양한 파장들의 광자들의 편광을 측정하여 공간의 알갱이성을 플랑크 규모보다 13자릿수 낮은 10-48m 이하로 제한할 수 있었다.
BICEP2 실험은 초기 우주에서 중력파에 의한 원시 B-모드 편광으로 생각되던 것을 감지했다. 그 신호가 기원이 실제로 원시적이었다면, 그것은 양자 중력 효과의 징후일 수 있었겠지만, 그러나 그것이 곧 성간 먼지 간섭으로 인한 편광이라는 것이 밝혀졌다.

## 같이 보기
- 더시터르 상대론(De Sitter relativity)
- 딜라톤(늘입자)
- 이중 특수 상대성이론)Doubly special relativity
- 중력 결어긋남(Gravitational decoherence)
- 중력 자성
- 호킹 복사
- 양자 중력 연구자 목록(List of quantum gravity researchers)
- 크기 정도 (길이)
- 펜로즈 해석(Penrose interpretation)
- 플랑크 시대
- 플랑크 단위계
- 늪지대 (물리학)
- 가상 블랙홀
- 약한 중력 추측(Weak gravity conjecture)

## 노트
1. ↑  예를 들어 초기 우주의 양자 효과는 현재 우주의 구조에 관측 가능한 영향을 미쳤을 수도 있고, 중력이 다른 힘의 통합에 역할을 했을 수도 있다. 위에 인용된 발트Wald의 글 참조.
2. ↑  시공간 기하학의 양자화에 대해서는 플랑크 길이 문서의 예시에서 참조하라.

## 추가 읽기
- Ahluwalia, D. V. (2002). “Interface of Gravitational and Quantum Realms”. 《Modern Physics Letters A》 17 (15–17): 1135–1145. arXiv:gr-qc/0205121. Bibcode:2002MPLA...17.1135A. doi:10.1142/S021773230200765X. S2CID 119358167.
- Ashtekar, Abhay (2005). 〈The winding road to quantum gravity〉 (PDF). 《The Legacy of Albert Einstein》. 《Current Science》 89. 2064–2074쪽. Bibcode:2007laec.book...69A. CiteSeerX 10.1.1.616.8952. doi:10.1142/9789812772718_0005. ISBN 978-981-270-049-0.
- Carlip, Steven (2001). “Quantum Gravity: a Progress Report”. 《Reports on Progress in Physics》 64 (8): 885–942. arXiv:gr-qc/0108040. Bibcode:2001RPPh...64..885C. doi:10.1088/0034-4885/64/8/301. S2CID 118923209.
- Hamber, Herbert W. (2009).  Hamber, Herbert W., 편집. 《Quantum Gravitation》. Springer Nature. doi:10.1007/978-3-540-85293-3. hdl:11858/00-001M-0000-0013-471D-A. ISBN 978-3-540-85292-6.
- Kiefer, Claus (2007). 《Quantum Gravity》. Oxford University Press. ISBN 978-0-19-921252-1.
- Kiefer, Claus (2005). “Quantum Gravity: General Introduction and Recent Developments”. 《Annalen der Physik》 15 (1): 129–148. arXiv:gr-qc/0508120. Bibcode:2006AnP...518..129K. doi:10.1002/andp.200510175. S2CID 12984346.
- Lämmerzahl, Claus, 편집. (2003). 《Quantum Gravity: From Theory to Experimental Search》. Lecture Notes in Physics. Springer. ISBN 978-3-540-40810-9.
- Rovelli, Carlo (2004). 《Quantum Gravity》. Cambridge University Press. ISBN 978-0-521-83733-0.